# Eberhard Thunert
Eberhard Thunert (22 de noviembre de 1899 - 4 de mayo de 1964) fue un general alemán durante la II Guerra Mundial que comandó la 1.ª División Panzer. Fue condecorado con la Cruz de Caballero de la Cruz de Hierro.

## Condecoraciones
- Cruz Alemana en Oro (24 de enero de 1943)
- Cruz de Caballero de la Cruz de Hierro el 1 de febrero de 1945 como Generalmajor y comandante de la 1 Panzer-Division[1]